# Zubići (Novi Travnik, BiH)
Zubići su naseljeno mjesto u općini Novi Travnik, Federacija Bosne i Hercegovine, BiH.

## Povijest
Poznato po bitci između odreda El Mudžahid Armije RBiH i Hrvatskog vijeća obrane.

## Stanovništvo

### 1991.
Nacionalni sastav stanovništva 1991. godine, bio je sljedeći:
ukupno: 250
- Hrvati - 142
- Muslimani - 99
- Jugoslaveni - 4
- ostali, neopredijeljeni i nepoznato - 5

### 2013.
Nacionalni sastav stanovništva 2013. godine, bio je sljedeći:
ukupno: 131
- Bošnjaci - 73
- Hrvati - 58